# Staffellaeformes
Staffellaeformes es un género de foraminífero bentónico de la subfamilia Profusulinellinae, de la familia Profusulinellidae, de la superfamilia Ozawainelloidea, del suborden Fusulinina y del orden Fusulinida. Su especie tipo es Profusulinella staffellaeformis. Su rango cronoestratigráfico abarca desde el Bashkiriense medio hasta el Moscoviense inferior (Carbonífero superior).

## Discusión
Clasificaciones previas hubiesen clasificado Staffellaeformes la subfamilia Fusulinellinae, de la familia Fusulinidae, de la superfamilia Fusulinoidea. Clasificaciones más recientes incluyen Staffellaeformes en la subclase Fusulinana de la clase Fusulinata. Ha sido considerado un sinónimo posterior de Profusulinella.

## Clasificación
Staffellaeformes incluye a las siguientes especies:
- Staffellaeformes bisyllaba †
- Staffellaeformes bona †
- Staffellaeformes copiosa †
- Staffellaeformes kanumai †
- Staffellaeformes losovkensis †
- Staffellaeformes pseudobona †
- Staffellaeformes quasiantiqua †
- Staffellaeformes robusta †, también considerado como Profusulinella parva robusta
- Staffellaeformes sphaerica †
- Staffellaeformes staffellaeformis †
- Staffellaeformes staffelloides †
- Staffellaeformes stshugorensis †
- Staffellaeformes subbona †
- Staffellaeformes tashliensis †
- Staffellaeformes toriyamai †